# Cantharellula
Cantharellula is een geslacht van schimmels behorend tot de familie Hygrophoraceae. Het geslacht is beschreven door Rolf Singer en voor het eerst geldig gepubliceerd in 1936. De typesoort is de grijze vorkplaat (Cantharellula umbonata).

## Soorten
Volgens Index Fungorum telt het geslacht zeven soorten (peildatum december 2021):
| Soortnaam                                 | Auteur(s)           | Publicatiejaar |
| ----------------------------------------- | ------------------- | -------------- |
| Cantharellula alpina                      | G. Stev.            | 1964           |
| Cantharellula coprophila                  | (Speg.) Singer      | 1951           |
| Cantharellula felleoides                  | (Kauffman) Singer   | 1951           |
| Cantharellula infundibuliformis           | Singer              | 1969           |
| Cantharellula oregonensis                 | (Murrill) Singer    | 1942           |
| Cantharellula umbonata (Grijze vorkplaat) | (J.F. Gmel.) Singer | 1936           |
| Cantharellula waiporiensis                | (G. Stev.) E. Horak | 1971           |